# میلتون مالزور
میلتون مالزور (به انگلیسی: Milton Malsor) یک روستا و محله مدنی در بریتانیا است که در ساوت نورث‌همپتون‌شر واقع شده‌است. میلتون مالزور ۷۶۱ نفر جمعیت دارد.